# Мбомбела (стадион)
Мбомбела е многофункционален стадион, намиращ се на 6 километра от Нелспройт, Южна Африка.
Той е сред 10-те съоръжения на Мондиал 2010. Стадионът има капацитет от 40 929 седящи места.
Носи новото име на Нелспройт. През октомври 2009 г. градът е официално преименуван на Мбомбела от правителството на Южна Африка. Въпреки това в уебсайта на ФИФА за Мондиал 2010 градът е записан като Нелспройт.
Стадион „Мбомбела“ има формата на правоъгълник със заоблени краища, като осигурява прекрасна гледка към терена от всяко свое място.

## Строителство
Строителството започва през февруари 2007 и завършва през ноември 2009 г. По време на буря през януари 2009 г. кран пада върху частично завършения покрив. По онова време на мястото не е имало работници и никой не е пострадал. Строителството отнема 5,5 милиона човекочаса. Работите са преминали изключително безопасно, като най-лошото нараняване е счупен глезен. Поставен е рекорд от 2,4 милиона последователни часа без злополуки.

## Мондиал 2010
| Дата       | Час (UTC+2) | Отбор #1      | Рез.  | Отбор #2      | Фаза     | Зрители |
| ---------- | ----------- | ------------- | ----- | ------------- | -------- | ------- |
| 16-06-2010 | 13.30       | Хондурас      | 0 – 1 | Чили          | Група H  | 32 664  |
| 20-06-2010 | 16.00       | Италия        | 1 – 1 | Нова Зеландия | Групар F | 38 229  |
| 23-06-2010 | 20.30       | Австралия     | 2 – 1 | Сърбия        | Група D  | 37 836  |
| 25-06-2010 | 16.00       | Северна Корея | 0 – 3 | Кот д'Ивоар   | Група G  | 34 763  |